# Inmigración rumana en España

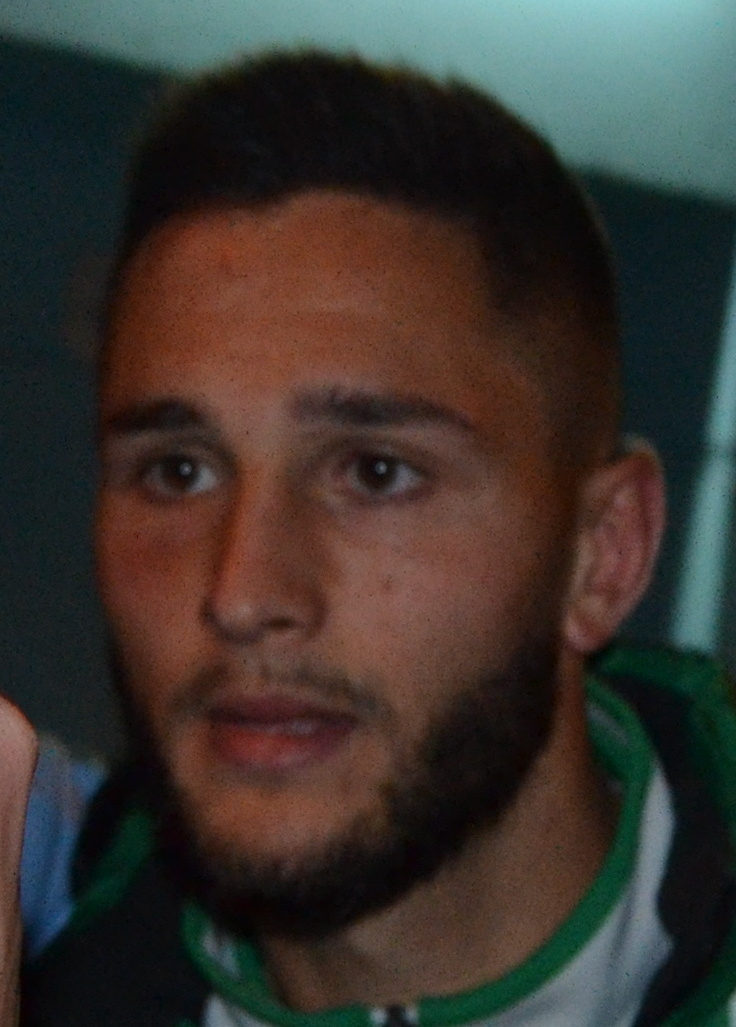
El futbolista rumano Florin Andone llegó a España con 12 años.

Los rumanos en España conforman la tercera comunidad de rumanos más grande de Europa y del mundo, fuera de Rumanía. Son, a su vez, la segunda nacionalidad extranjera más numerosa en España después de la comunidad marroquí. Habitan en España unas 644 473 personas de origen rumano de un total de 5 440 148 inmigrantes en España. A pesar de la crisis económica que afectó a España a partir 2008, esta nacionalidad siguió creciendo, aunque más lentamente, hasta llegar en 2012 a un máximo de 895 970 inmigrantes de esta nacionalidad o cerca de un sexto del total de 5 711 040 inmigrantes, según cifras del INE. Desde entonces, la inmigración rumana ha disminuido hasta las 644 473 personas en 2021.
Las razones por las que han venido a España son principalmente económicas, al ser más altos los salarios en España que en Rumania. Otra razón es la cercanía lingüística del rumano con el español, siendo ambos idiomas romances.
Con la reimplantación del permiso de trabajo a los rumanos, autorizado por la Comisión Europea en agosto de 2011, los ciudadanos de Rumanía que pretendan venir a trabajar a España por cuenta ajena deberán tramitar una autorización previa basada en la existencia de un contrato laboral. La medida no afectará a los rumanos que residan ya en España y puedan acreditar que están inscritos en el paro o dados de alta en la Seguridad Social, según el Ministerio de Trabajo.

## Evolución de los rumanos empadronados en España
| Gráfica de evolución de Inmigración rumana en España entre 1998 y 2022 |
|                                                                        |
| Datos del INE a 1 de enero de cada año.                                |

La Unión Europea levantó el 1 de enero de 2014 las restricciones a los movimientos de trabajadores de Bulgaria y Rumanía, una decisión que el comisario europeo de Empleo, Asuntos Sociales e Inclusión, László Andor, confía en que ayude a reducir el desempleo en el bloque comunitario, donde estima que existen dos millones de empleos no cubiertos.
En España, los trabajadores necesitaban contar con un permiso de trabajo para emplearse por cuenta ajena.

## Mapa de asentamientos
En el siguiente mapa se muestran los diez principales asentamientos por provincias a fecha de 1 de enero de 2022:

## En la literatura
En la novela La última juerga de José Ángel Mañas una de los principales personajes es Simona, una prostituta rumana.